# Mirče Acev
Mire Acev (Oreovec, kod Prilepa, 20. listopada 1915. – Skoplje, 4. siječanj 1943.), istaknuti pripadnik makedonskog radničkog pokreta uoči Drugog svjetskog rata.

Prije rata studirao je na Pravnom fakultetu u Beogradu. Član KPJ postao je 1939., a član PK KP Makedonije 1941. Poslije okupacije Jugoslavije, 1941., sudjelovao je u pripremama ustanka, organizirao je vojne komitete u Makedoniji i postao član Pokrajinskog stožera Makedonije. Uhitila ga je bugarska policija 17. prosinca 1942. u Velesu, te je ubijen u skopskom zatvoru. Za narodnog heroja proglašen je 29. lipnja 1945. godine.